# 重岡信治郎
重岡 信治郎（しげおか のぶじろう　1879年（明治12年）5月10日 - 1971年（昭和46年）1月16日）は、日本の海軍軍人。井出謙治らに続き、潜水艦の拡充に尽力した海軍中将である。
なお"重岡信次郎"とする資料もある。

## 略歴
愛媛県出身。松山中学から1898年（明治31年）海軍兵学校に29期として入校。留年し1902年（明治35年）30期として卒業した。兵学校の卒業成績が昇進に大きく影響した海軍で、席次が187名中156番の重岡は中将まで昇進した。
尉官時代は「磐手」、「比叡」、「厳島」、「韓崎丸」乗組等を経て第一潜水艇隊付、同艇長心得、同艇長、第二潜水艇隊艇長と実務経験を重ね、以後もほぼ一貫して潜水艦畑を歩む。
佐官時代は仏国出張を経て潜水艇の艤装委員を務めたほか、第四潜水戦隊参謀、潜水学校教頭となる。大佐昇進後練習艦隊所属の「出雲」艦長となり、同期の「八雲」艦長・鹿江三郎大佐とともに練習航海の成功に貢献した。「由良」艦長の後、潜水学校校長を務め少将に昇進。第二潜水戦隊司令官、軍令部出仕を経て艦政本部第五部長、再度の潜水学校校長を務め1931年（昭和6年）12月1日中将に進み、1932年（昭和7年）3月31日予備役編入となった。
1947年（昭和22年）11月28日、公職追放仮指定を受けた。

## 親族
女婿の馬野光（海兵52期）は、美幌海軍航空隊飛行隊長在任中に殉職した。

## 栄典
位階
- 1904年（明治37年）3月18日 - 正八位[6]
- 1905年（明治38年）2月14日 - 従七位[7]
- 1907年（明治40年）11月30日 - 正七位[8]
- 1913年（大正2年）2月10日 - 従六位[9]
- 1918年（大正7年）1月30日 - 正六位[10]
- 1922年（大正11年）1月20日 - 従五位[11]
- 1926年（昭和元年）12月28日 - 正五位[12]
- 1931年（昭和6年）12月15日 - 従四位[13]
- 1932年（昭和7年）1月20日 - 正四位[14]

勲章等
- 1906年（明治39年）4月1日 - 功五級金鵄勲章・勲六等単光旭日章・明治三十七八年従軍記章[15]
- 1912年（明治45年）5月24日 - 勲五等瑞宝章[16]
- 1918年（大正7年）5月25日 - 勲四等瑞宝章[17]
- 1920年（大正9年）11月1日 - 勲三等瑞宝章・大正三年乃至九年戦役従軍記章[18]
- 1931年（昭和6年）2月9日 - 勲二等瑞宝章[19]
- 1940年（昭和15年）8月15日 - 紀元二千六百年祝典記念章[20]